# FAM134C
FAM134C‏ (Reticulophagy regulator family member 3) هوَ بروتين يُشَفر بواسطة جين FAM134C في الإنسان.